# دونغ فانغ 5
دي إف-5 (Dongfeng 5 - DF 5 بالصينية 东风 - 5) صاروخ باليستي عابر للقارات طورته جمهورية الصين الشعبية يتكون من مرحلتين إطلاق يبلغ طوله 32.6 م وقطره 3.35 م. يزن 183 طناً ويتراوح مداه بين 12 و15 ألف كم.تمت أول تجربة للصاروخ في عام 1971 واستمر تطويره حتى عام 1981 . يمكن أن يحمل الصاروخ رؤوس نووية بحمولة تقدر 3 ميغا طن 

## التاريخ
في الستينيات لاحظت اللجنة المركزية للحزب الشيوعي الصيني تدهور العلاقات الصينية السوفياتية واعتبرت أنه ينبغي عليها تعزيز قدرتها على الردع النووي الاستراتيجي وعلى اثر ذالك وفي مارس من عام 1965م، خطط معهد الأبحاث السابع التابع لقسم الصناعة الميكانيكية (حاليًا الأكاديمية الصينية لتكنولوجيا إطلاق المركبات "CALT") و(معهد أبحاث يوانكي للتكنولوجيا) تطوير 4 صواريخ باليستية خلال ثمان سنوات. حددت الخطة تطوير صاروخين DF-4 (IRBM) بمدى أقصى يبلغ 4000 كم وحمولة تبلغ 2200 كجم. DF-5 (ICBM) بمدى أقصى يبلغ 12000 كم وحمولة تزيد عن 3000 كجم. اقُترح الخطة على اللجنة العسكرية المركزية، وتم الانتهاء منها في عامي 1970 و1972. ولأول مرة في 10 سبتمبر عام 1971، بعد 20 شهرًا من اطلاق DF-4. تمت عملية اطلاق ناجحه لصاروخ DF-5 .

## العدد
نظرًا لسرية هذه المعلومات، فإن العدد الحالي لصواريخ DF-5 / 5A غير معروفه، لكن يُقدر أن هناك ما بين 10 و30 صاروخ. وبحسب بعض التقارير عام 2000 ، فإن الصواريخ منتشرة على ثلاثة ألوية مدفعية في الصين، ألوية 803 و804 و818 .

## الفئات
- DF-5 : الإصدار الأولي من الصاروخ، مزود برأس حربي نووي واحد وقادر على تغطية مسافة 10000 و12000 كم
- DF-5A : في نوفمبر 1983، بدأت الصين برنامج DF-5A ، وتم تحسين أداء المحرك ودقته بشكل أساسي. مدى "Dongfeng-5A" أكبر بكثير من 12000 كيلومتر.
- DF-5B: بناءً على "Dongfeng-5A"، تم تطوير إصدار "Dongfeng-5B" (DF-5B) القادر على حمل رؤوس حربية متعددة موجهة. جسم "Dongfeng-5B" هو في الأساس نفس جسم "Dongfeng-5A"، ويظهر الاختلاف الرئيسي في انسيابية رأس الصاروخ. وبحسب حمولة "Dongfeng-5" فمن المتوقع أن يحمل ما يقرب من 4-6 رؤوس حربية.
- DF-5C : في يناير 2017، أجرت الصين اختبارًا صاروخيًا عابرًا للقارات واختبرت صاروخ Dongfeng-5C الجديد، ووفقًا للخبراء عسكريين روس، فإن صاروخ Dongfeng-5-C لديه القدرة على حمل رأس نووية وبمدى أقصى يصل إلى 14000 كيلومتر أو 10 رؤوس حربية صغيرة بسعة 300000 طن من مادة تي إن تي وبمدى يصل إلى 9000 كيلومتر.

## المواصفات

الصواريخ الصينية العابرة للقارات DF-5 DF-5B

| الفئة                              | دونغفنغ 5 / DF-5                                                                      | دونغفنغ 5A / DF-5A                                   |
| ---------------------------------- | ------------------------------------------------------------------------------------- | ---------------------------------------------------- |
| كود الناتو                         | CSS-4                                                                                 | CSS-4A                                               |
| سنة التطوير                        | 1979                                                                                  | 1986                                                 |
| مراحل الإطلاق الوقود الاحتراق      | مرحلتان من الوقود السائل UDMH (ثنائي ميثيل هيدرازين) رباعي أكسيد النيتروجين (N 2 H 4) | مرحلتان من الوقود السائل UDMH رباعي أكسيد النيتروجين |
| طول                                | 33.00 م                                                                               | 36.00 م                                              |
| القطر                              | 3,350 ملم                                                                             | 3,350 ملم                                            |
| الوزن                              | 183000 كجم                                                                            | 183000 كجم                                           |
| الحمولة                            | 3900 كجم                                                                              | 3200 كجم                                             |
| الرأس الحربي                       | نووي 3000 أو 5000 كيلوطن                                                              | النووية 4-6 MIRV من 350 أو 500 كيلوطن                |
| المدى                              | 12000 كم                                                                              | 13000 كم                                             |
| نظام التوجيه                       | نظام الملاحة بالقصور الذاتي                                                           | نظام الملاحة بالقصور الذاتي                          |
| نسبة الخطأ                         | 1,000-1,500 م                                                                         | 500 م                                                |
| وسائل الإطلاق                      | صومعة - متنقل                                                                         | صومعة - متنقل                                        |
| وقت التحضير لإطلاق الصومعة المتنقل | 45 ~ 60 دقيقة 120 ~ 180 دقيقة                                                         | 45 ~ 60 دقيقة 120 دقيقة                              |

## الرأس الحربي
نظرًا لنسبة الخطا، لا يمكن استخدام DF-5 إلا ضد «الأهداف السهلة» مثل المراكز السكانية والمجمعات الصناعية ومرافق الموانئ ومعابر السكك الحديدية. يعتبره خبراء الولايات المتحدة والناتو سلاح الضربة الثانية. من ناحية أخرى، تم تصنيف نسخة DF-5A التي تمت ترقيتها على أنها سلاح الضربة الأول. يمكن أن يحمل DF-5 / 5A رؤوس حربية نووية متعددة (MIRV). مجهزة بأربعة محركات تدفع وتحافظ على الدفع لمدة 190 ثانية بعد الانفصال، مما يسمح بالتوجه نحو الأهداف المحددة.

## الدفع
يتم دفع مراحل الصاروخ من خلال مرحلتين
- تتكون المرحلة الأولى من محرك YF-6 ، والذي يتكون من 4 مثبتات دفع YF-20 75 t ، يغذيها خليط من N 2 O 4 وUDHM
- تستخدم المرحلة الثانية محرك YF-24، الذي يتكون من محرك تثبيت واحد بقوة 75 طنًا، جنبًا إلى جنب مع محرك YF-22 مع 4 حجرات موازنة جانبية تعمل على حرق N 2 O 4 / UDHM

## معرض صور

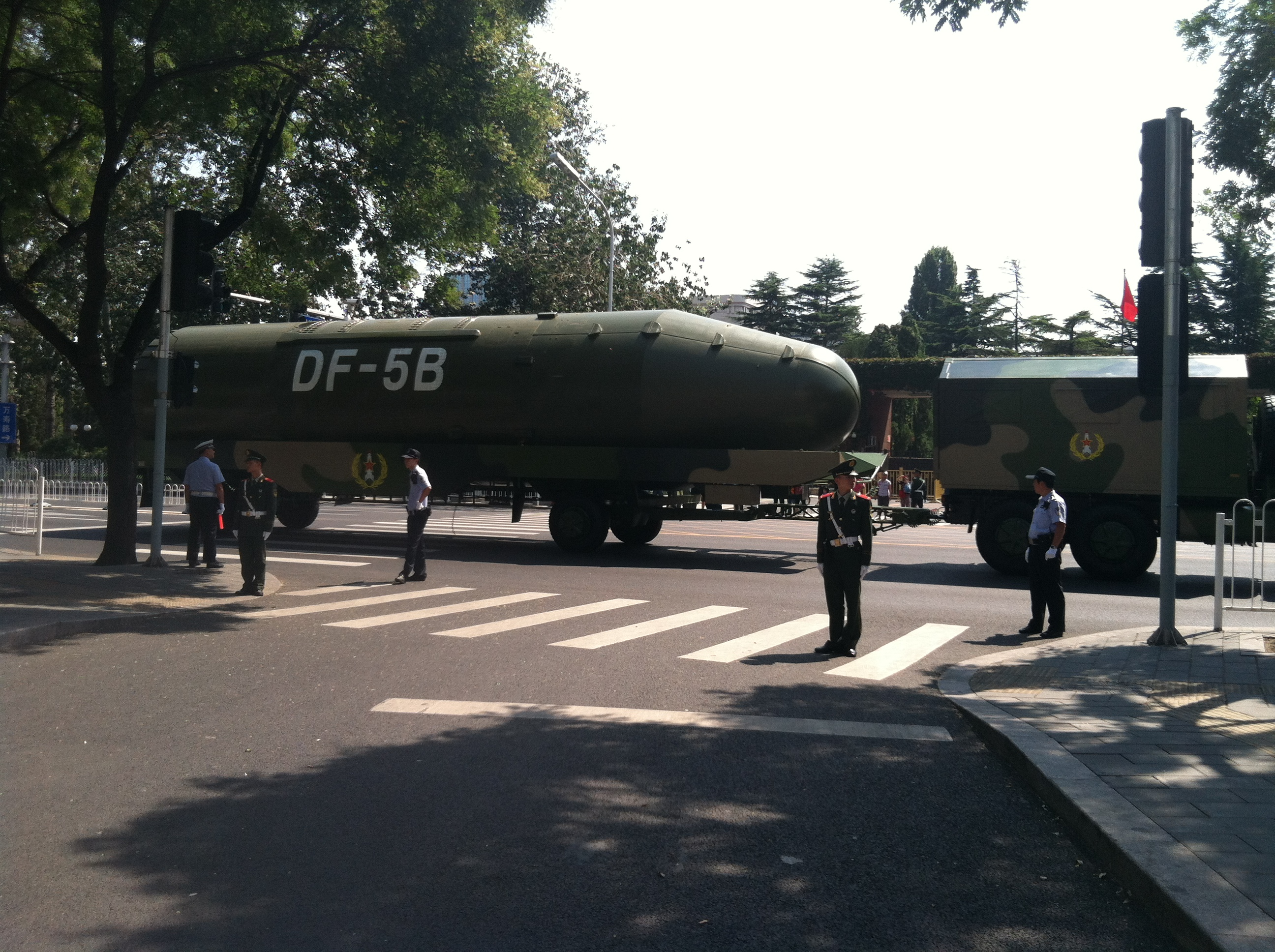
DF-5 B
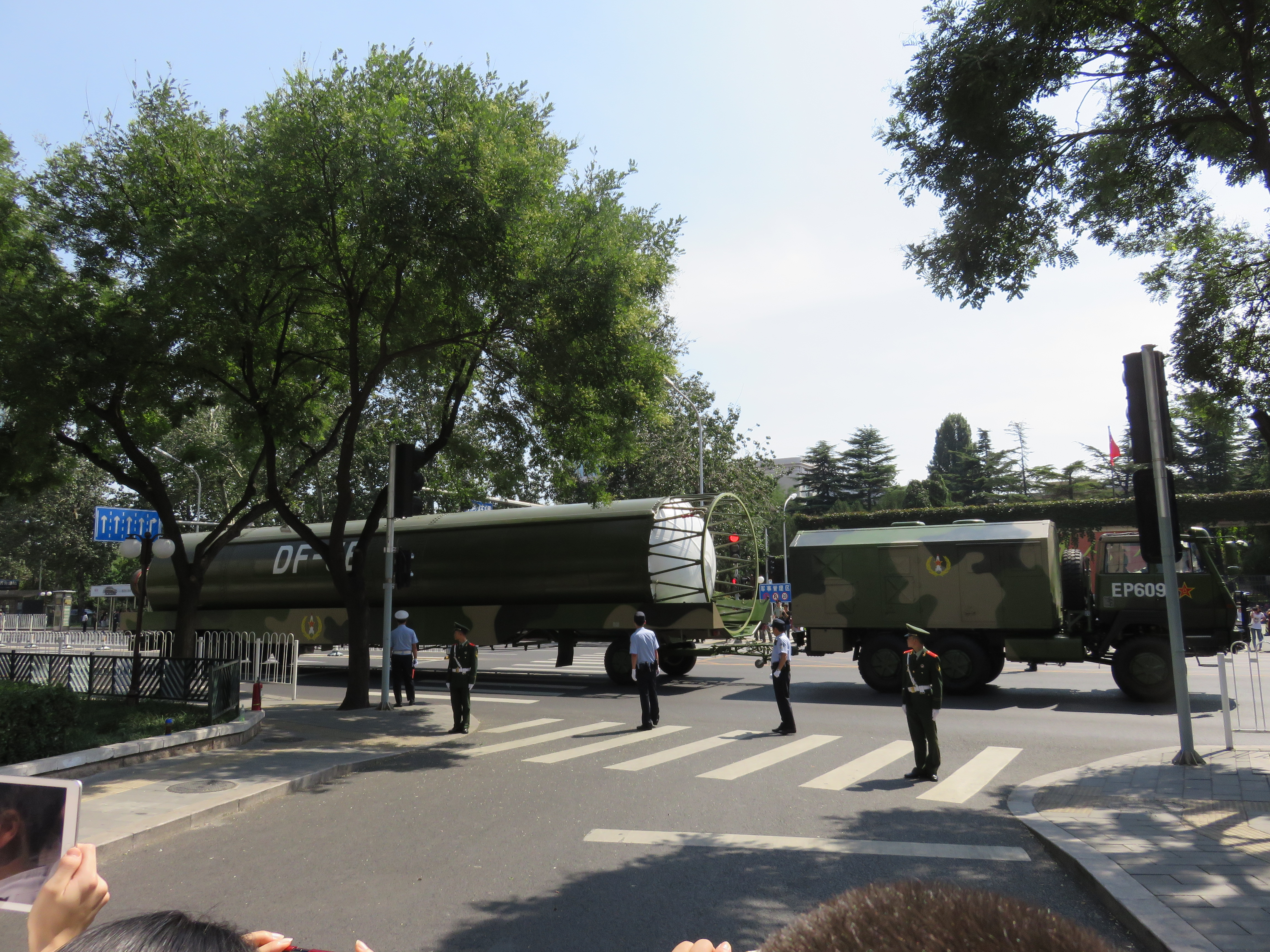
DF-5B
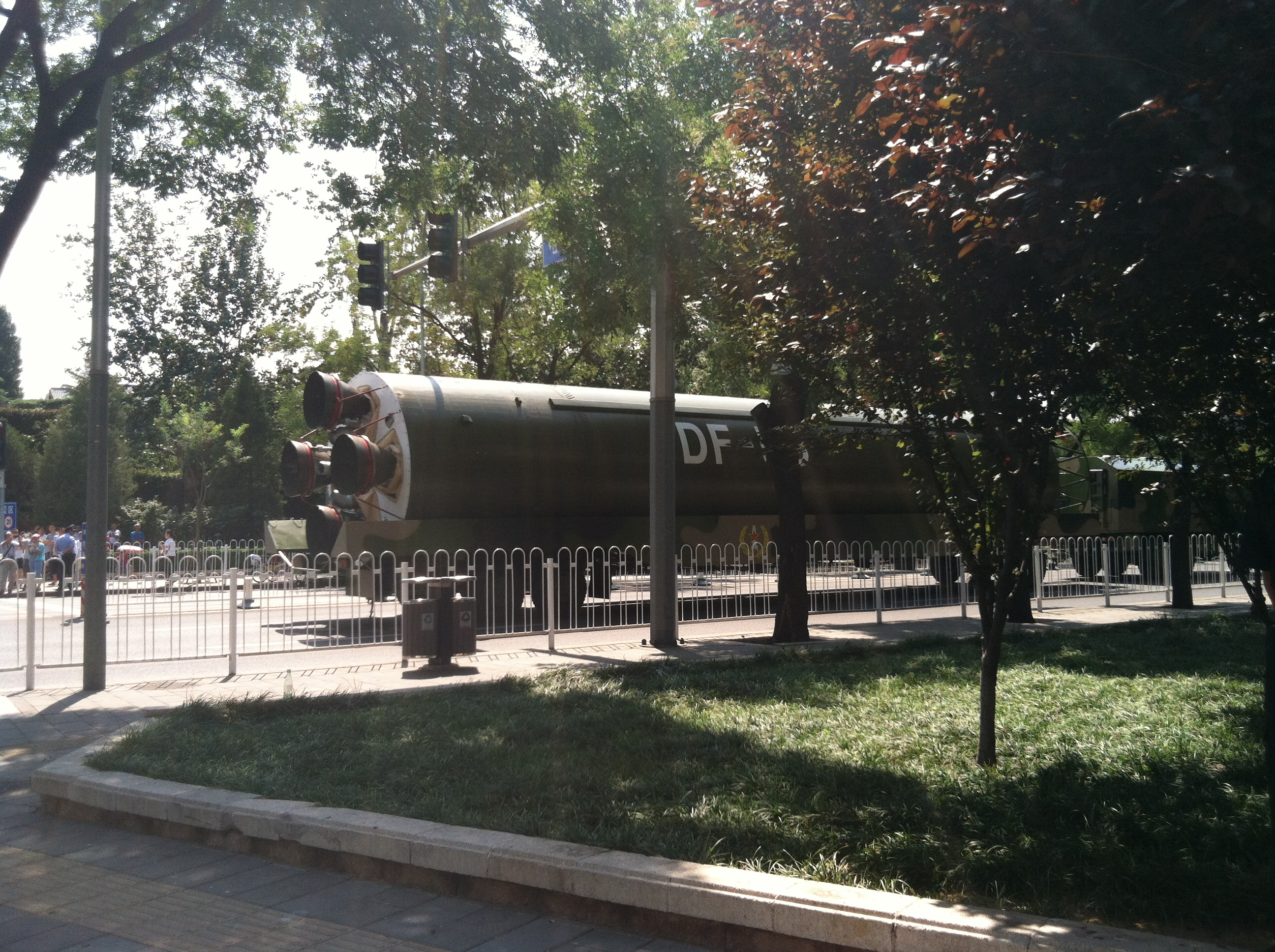
DF-5B

## المستخدمون
الصين